# Il·legalisme

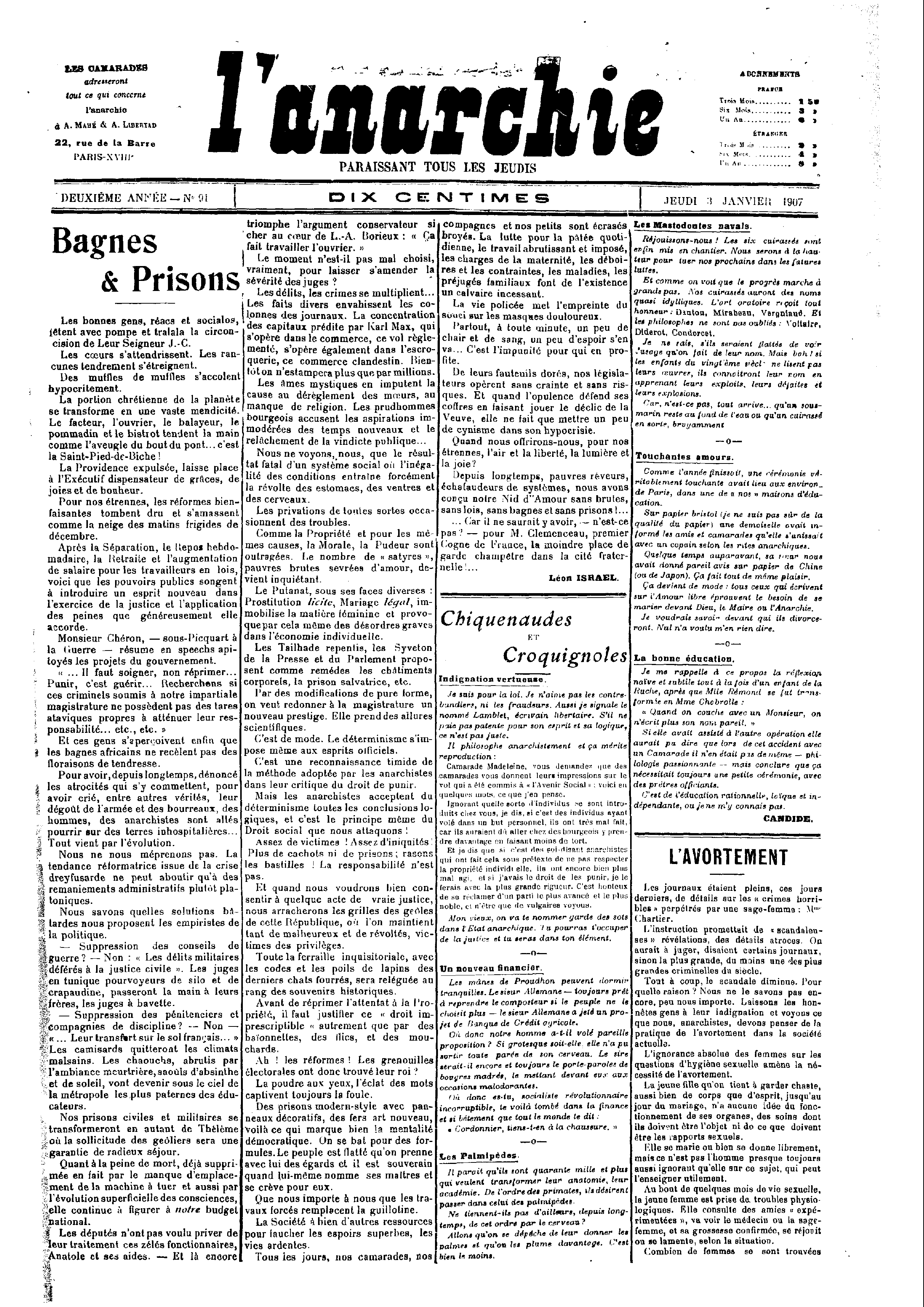
Portada d'un número de L'anarchie (1907). Aquesta publicació era un dels principals òrgans del moviment il·legalista.

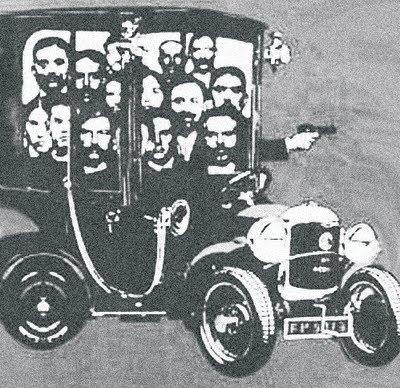
Caricatura de la Banda Bonnot apareguda a Le Figaro (1913).

L'il·legalisme és una tendència filosòfica de l'anarquisme sorgida a principis del segle xx a França, Itàlia, Bèlgica i Suïssa, derivada de l'individualisme anarquista. Més enllà d'un programa ideològic determinat, els il·legalistes adoptaven obertament la criminalitat com la seva forma de vida.

## Història
El moviment il·legalista va tenir la seva primera empenta de mà d'una generació europea inspirada per les revoltes de la dècada del 1890, durant les quals Ravachol, Émile Henry, August Vaillant i Caserio cometeren delictes espectaculars en nom de l'anarquisme, i de l'estratègia coneguda com a propaganda pel fet.
Influïts per les teories egoistes del filòsof Max Stirner, els il·legalistes francesos es van distanciar dels anarquistes, com Clément Duval i Marius Jacob, que justificaven el robatori amb la teoria de la reclamació individual. En lloc d'aquesta idea, els il·legalistes consiedraven que les seves accions no requerien base moral: es tractava d'actes il·legals que no es duien a terme en nom d'un ideal sinó seguint els propis impulsos i desig. "A París, aquest grup tenia com a centre el setmanari L'Anarchie i les "Causaries Populaires" (grups de reunió periòdica que es trobaven a diferents llocs de la capital o al seu voltant cada setmana), ambdós dels quals foren fundats per Albert Libertad i els seus associats.
Fins i tot després que Peter Kropotkin i altres teòrics anarquistes decidissin acceptar els sindicats obrers tot i les seves reserves inicials, encara existien "els anarco-comunistes anti-sindicalistes, que a França es reunien entorn Le Libertaire de Sebastien Faure. A partir de 1905, els homòlegs russos d'aquests anarcocomunistes antisindicalistes esdevingueren partidaris del terrorisme econòmic i de les expropiacions il·legals. L'il·legalisme com a praxis va esdevenir una realitat i en el seu entorn "els actes dels bombardejadors i assassins anarquistes (propaganda pel fet) i els atracadors anarquistes (reapropiació individual) expressaren la seva desesperació i el seu rebuig personal i violent envers una societat intolerable. Encara més, eren conscientment exemplars, invitacions a la revolta." Però en un sentit menys dramàtic, "a l'època el terme era emprat per anomenar totes aquelles pràctiques prohibides per la llei que eren útils per resoldre els problemes econòmics dels companys de lluita: atracaments, robatoris, contraban, falsificació de diners i encara d'altres."
Aquests actes de rebel·lió, que podien ser individuals, a llarg termini eren considerats com actes de rebel·lió que podien ser en si mateixos el germen d'una insurrecció de masses que dugués a la revolució. Entre els seus partidaris i activistes es troben Johann Most, Luigi Galleani, Victor Serge, George Darien i Severino Di Giovanni. "A l'Argentina, aquestes tendències van tenir el moment d'esplendor al final de la dècada del 1920 i durant els anys de 1930, una època de severa repressió i de regressió d'un moviment obrer que havia estat poderós -era una versió desesperada, tot i que heroica, d'un moviment decadent".
La banda Bonnot va ser el grup francès més famós que defensà l'il·legalisme. Aquesta banda era un grup criminal d'ideologia anarquista que actuava a França i a Bèlgica durant la Belle Époque, de 1911 a 1912. Els seus membres eren individus que sidentificaven amb aquest entorn il·legalista i utilitzaven tecnologia avançada per l'època com automòbils i rifles de repetició, que ni tan sols la policia francesa aconseguia. En un principi la premsa els anomenava Els bandits de l'automòbil, però passaren a ser coneguts com La bande à Bonnot després que Jules Bonnot fos entrevistat pel Petit Parisien, un diari popular parisenc. La rellevància de Bonnot dins del grup va ser encara més comentada després de la seva mort a mans de la policia en un tiroteig a Nogent.

## Crítiques
La defensa i identificació amb l'il·legalisme com a ideologia ha estat sempre molt polèmica i no acceptada per la major part dels anarquistes. Els anarcosindicalistes són la branca de l'anarquisme més crítica amb aquest tipus d'accions, rebutjant les accions individuals que no es trobin en connexió amb el moviment obrer. Un bon nombre de socialistes s'oposaren a l'il·legalisme, ja que segons ells aquest moviment replicava la mentalitat del capitalisme i en realitat representava un gir cap al nihilisme.
Havent estat arrestat per amagar membres de la banda de Jules Bonnot, Victor Serge, qui havia estat un dels defensors més convençuts de l'il·legalisme, passà a ser un crític ferotge del moviment. A la seva obra Memòries d'un Revolucionari descriu aquest moviment com "un suïcidi col·lectiu". Les paraules de Marius Jacob de 1948 reflecteixen el mateix tipus de crítica: "No crec que l'il·legalisme pugui alliberar l'individu en la societat actual... Bàsicament, l'il·legalisme, considerat com un acte de revolta és més una qüestió de temperament que no una doctrina."

## Influència posterior
L'il·legalisme ha estat adoptat per corrent posteriors, entre les quals se'n troben algunes de contemporànies entre l'anarquisme insurreccional i l'anarquisme de post-esquerres. A partir de la dècada del 1970 i sobretot a França, l'il·legalisme revolucionari ha estat defensat i practicat pels autonomistes i amb el Comité des mal-logés i amb el sorgiment del moviment ocupa. La delinqüència revolucionària ha rebut el suport de grups com Marge (1974-1979), Les Fossoyeur du Vieux Monde (1979-1983), l'Associaciation des Prisonnirs en Lutte (APEL, 1981-1994) i Os Cangaceiros (1895-1992), aproximant-se al moviment anticarcelari.
A Espanya i Amèrica Llatina s'ha pogut veure la influència de la campanya Yomango, que defensa robar a botigues, actualitzant la reclamació individual.
Horst Fantazzini (4 de març de 1939 a Altenkessel, Saarland-24 de desembre de 2001 a Bolonya) fou un anarcoindividualista italo-alemany que fou portant l'il·legalisme a la pràctica fins a la seva mort el 2001. Es va fer famós a través dels mitjans de comunicació especialment degut als seus atracaments a bancs a Itàlia i altres països. El 1999 va aparèixer la pel·lícula Ormai e Fata! dedicada a la seva figura.